# 1806 au Canada
Pour un article plus général, voir Chronologie du Canada.
Cet article traite des événements qui se sont produits durant l'année 1806 au Canada.

## Événements

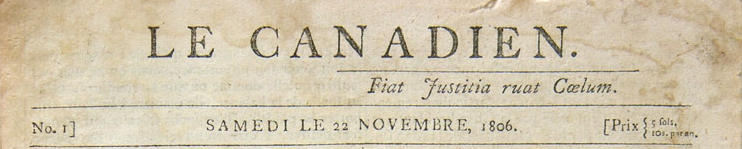
Entête du journal Le Canadien le 22 novembre 1806.

- 17 janvier : Joseph-Octave Plessis devient évêque de Québec.
- 21 avril : Mariage de Jean-Baptiste Lagimodière et Marie-Anne Gaboury. Ils vont s'établir immédiatement après dans l'ouest canadien avec les trappeurs, métis et amérindiens. Marie-Anne Gaboury est une des premières femmes blanches à habiter dans l'ouest.
- 11 juin au 12 août : Philemon Wright construit un radeau à  Hull et commence faire de la Drave sur la Rivière Outaouais. Il réussit à amener des billots de bois à la Ville de Québec[1].
- 7 août : Élection de la 9e assemblée générale de la Nouvelle-Écosse (en).
- 10 août : Début de la Huitième assemblée générale de l'Île-du-Prince-Édouard (en).
- 11 octobre : Mise en service du navire HMS Halifax (en) qui fut un des rares navires construit à Halifax en Nouvelle-Écosse.
- 22 novembre : fondation à Québec du quotidien francophone Le Canadien (« à tendance libérale et nationaliste », afin de répondre aux attaques du Quebec Mercury fondé en 1805. Le Canadien devient le média d'information du Parti canadien.
- Novembre : Début du Blocus continental en Europe contre le Royaume-Uni. Celui-ci va se tourner vers le Canada pour obtenir le bois nécessaire à la construction des navires. La région de l'Outaouais dans le Bas-Canada va développer son industrie forestière.
- Simon Fraser nomme la région montagneuse de la Colombie Britannique actuelle Nouvelle-Calédonie. Ce nom va se maintenir sur les cartes de la Compagnie de la Baie d'Hudson jusqu'en 1858.
- Francis Gore devient lieutenant-gouverneur du Haut-Canada.

## Naissances
- 9 janvier : Joseph-Isidore Bédard, homme politique.
- 3 mai : George Théodore Berthon, peintre portraitiste.
- 6 mai : Charles Dewey Day, avocat, homme politique et éducateur.
- 10 juin : Edward Short, homme politique et juge au Bas-Canada.
- 21 mai : Joseph-David Déziel, prêtre et fondateur de Lévis.
- 12 août : George Ryan, homme politique du Nouveau-Brunswick.
- 2 novembre : Henry Kellett, officier de la marine.
- 9 décembre : Jean-Olivier Chénier, l'un des chefs de file de la rébellion des Patriotes au Québec.

## Décès

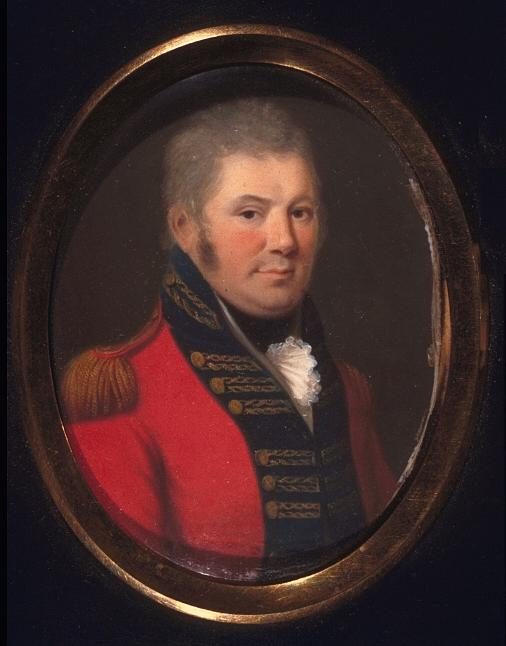
John Graves Simcoe.

- 11 janvier : Pierre Denaut, évêque de Québec.
- 31 mai : Louis Dunière, homme politique.
- 21 juin : Amable Doucet, juge acadien.
- Juillet : Robert Gray, explorateur.
- 26 octobre : John Graves Simcoe, premier lieutenant-gouverneur du Haut-Canada et fondateur de la ville York.
- 1er novembre : Joseph-Louis d'Haussonville, militaire français qui avait participé à la Bataille de Signal Hill.
- 15 décembre : Antoine Juchereau Duchesnay, militaire, seigneur et homme politique.